# Бондаренко Павло Іванович (скульптор)
Павло Іванович Бондаренко (09 (22) грудня 1917, місто Катеринослав, нині Дніпро - 15 листопада 1992 Москва) — український та радянський скульптор. Заслужений діяч мистецтв (1960); Народний художник РРФСР (1965); Дійсний член Академії Мистецтва СРСР,  професор (1972) Народний художник СРСР (1978). Лауреат Сталінської премії першого ступеня (1950).  Учасник Другої світової війни. Член ВКП(б) з 1942.

## Біографія
П. І. Бондаренко народився 4 січня 1918 1917 в Катеринославі. У 1940 закінчив Дніпропетровське художнє училище, де його викладачем був Михайло Погребняк.
У 1949 закінчив Санкт-Петербурзький державний академічний інститут живопису, скульптури та архітектури імені І. Ю. Рєпіна (викладачі М. Г. Манізер, В. В. Лішев). Дійсний член Академії мистецтв СРСР з 1983, (член-кореспондент з 1975).
З 1970 — ректор Московського художнього інституту. 
Учасник мистецьких виставок з 1949 року.

## Творчість
- Барельєфи «В. І. Ленін і І. В. Сталін — засновники та керівники Радянської держави» (1949; гіпс; зі співавторами)
- Пам'ятник В. І. Леніну в Севастополі (1957; бронза, граніт; зі співавторами)
- Ленінський меморіал в Ульяновську (1967—1970; зі співавторами)
- Пам'ятник А. В. Кольцова на Радянській площі Воронежа (1976; граніт)
- Пам'ятник Ю. А. Гагаріну на Ленінському проспекті в Москві (1980; зі співавторами)